# Lijst van Vlaamse ministers van Vlaamse Rand
Dit is een lijst van ministers van Vlaamse Rand in de Vlaamse regering. 
Dit betreft het beleid rond de specifieke uitdagingen (bijvoorbeeld op vlak van taal) in de randgemeenten rond het Brussels Hoofdstedelijk Gewest. 

## Lijst
| Nr. | Minister | Minister               | Partij | Partij | Begin        | Einde        | Regering(en)                             |
| --- | -------- | ---------------------- | ------ | ------ | ------------ | ------------ | ---------------------------------------- |
| 1   |          | Geert Bourgeois (1951) |        | N-VA   | 13 juli 2009 | 25 juli 2014 | Peeters II                               |
| 2   |          | Ben Weyts (1970)       |        | N-VA   | 25 juli 2014 | heden        | Bourgeois, Homans, Jambon en Diependaele |